# Throbbing Gristle
I Throbbing Gristle sono stati un gruppo musicale britannico fondato il 3 settembre 1975 a Londra dalle ceneri del gruppo sperimentale di performance d'arte COUM Transmissions.
Alla loro opera si deve sostanzialmente la nascita del genere musicale industrial. I membri fondatori di Throbbing Gristle furono Genesis P-Orridge (cantante, basso, violino), Cosey Fanni Tutti (chitarra, voci, cornetta), Chris Carter (sintetizzatori, sample, elettronica) e Peter Christopherson (sintetizzatori, sample, piano, ottoni).
Il nome del gruppo deriva da un'espressione gergale della zona dello Yorkshire che significa pressappoco "Erezione fulminante".
Separatisi nel 1981 e riunitosi nel 2004, i Throbbing Gristle si sono definitivamente sciolti nel novembre 2010 dopo la morte improvvisa di Peter Christopherson.

## Storia del gruppo

### Carriera
I Throbbing Gristle sono stati artisticamente influenzati dai primi gruppi sperimentali degli anni sessanta come Fifty Foot Hose, The Velvet Underground, Can e da compositori di Musica contemporanea come John Cage e La Monte Young.
Le loro controverse esibizioni dal vivo, durante le quali facevano ampio uso di immagini disturbanti, tra cui fotografie pornografiche e altre che raffiguravano campi di concentramento nazisti, diedero presto al gruppo una cattiva reputazione. Tuttavia il gruppo ha sempre sostenuto che il loro obiettivo era sfidare ed esplorare i lati più oscuri e ossessivi della condizione umana e non rendere più attraente la loro proposta musicale. I Throbbing Gristle furono dei precursori nell'impiego di campionamenti pre-registrati e fecero un massiccio uso di effetti speciali al fine di ottenere un sottofondo sonoro assolutamente caratteristico ed estremamente distorto, a cui generalmente si accompagnavano il canto o il recitativo di Genesis P-Orridge.
Nel 1977 pubblicarono il loro disco di debutto, The Second Annual Report: originariamente fu stampato solo in 786 copie dall'etichetta personale della band, la Industrial Records, ma fu in seguito ristampato sulla spinta del gran numero di richieste.

### Il primo scioglimento
I Throbbing Gristle si separarono nel 1981. Le cause dello scioglimento furono molteplici: ragioni ideologiche, tensioni interne e volontà di intraprendere altre strade. I rapporti interpersonali tra i membri del gruppo degenerarono in conflitti continui. Genesis e Cosey non erano più legati sentimentalmente ormai da tempo. Lei e il suo nuovo compagno Chris Carter erano prossimi ad avere un figlio e stavano pensando di cominciare una nuova vita lasciandosi alle spalle i TG. Anche Genesis P-Orridge voleva fare altrettanto, iniziando un nuovo progetto musicale e abbandonando quello vecchio con tutte le sue tensioni. Ormai era chiaro che i Throbbing Gristle erano diventati una band di un certo successo e che l'unica ragione per continuare sarebbe stata quella economica, ma in chiaro contrasto con i valori del gruppo: invece di scoraggiare la separazione, la prospettiva di guadagno l'ha incentivata. Secondo Genesis P-Orridge, ormai il gruppo era diventato un "nuovo archetipo" e prevedibile, una ragione in più per terminarlo. Lui e Peter Christopherson fondarono gli Psychic TV, mentre Cosey Fanni Tutti e Chris Carter continuarono la loro avventura musicale insieme con il nome di Chris and Cosey. In seguito Christopherson creò un altro gruppo, i Coil, con un altro precedente membro degli Psychic TV, John Balance.

### La riunione e lo scioglimento definitivo
Mentre erano insieme a Berlino, i componenti del gruppo hanno finito le registrazioni del loro primo album in studio dopo quasi 25 anni, intitolato Part Two, pubblicato il 2 aprile 2007. Secondo i programmi avrebbe dovuto essere pubblicato dalla Mute Records nel settembre del 2006, ma l'uscita è stata posticipata per motivi non chiari.
Un cofanetto di 7 DVD intitolato TVG è stato pubblicato nel 2007. Il set contiene varie registrazioni sia dei loro concerti avvenuti tra gli anni settanta e primi anni ottanta, sia quelli più recenti del 2004-2005.
Nel marzo del 2007 la rivista Side-Line ha annunciato che alla pubblicazione di Part Two seguirà una serie di concerti.
Nell'ottobre del 2010 i Throbbing Gristle tramite il loro sito annunciano che Genesis P-Orridge ha deciso di abbandonare il tour per tornare nella sua casa a New York. I tre membri rimanenti hanno concluso la tournée sotto il nome X-TG. Dopo un mese Peter Christopherson muore nel sonno: la sua morte determina la chiusura definitiva del progetto Throbbing Gristle.

### La rinascita di Industrial Records
Nel 2011 l'Industrial Records, l'etichetta fondata dalla band, riprende le sue attività principalmente per le ristampe degli album dei Throbbing Gristle.
I Throbbing Gristle, sotto il nome X-TG, hanno pubblicato nel 2012 The Final Report, un omaggio alla trentennale collaborazione con Peter Christopherson (anche membro degli Psychic TV e fondatore dei COIL). L'album contiene anche una reinterpretazione dell'album di Nico Desertshore, un progetto di Peter Sleazy Cristopherson, la cui scomparsa non gli ha permesso di portarlo a termine. Chris Carter e Cosey hanno così finito la sua opera che è infatti a lui dedicata.

## Esibizioni dal vivo
I Throbbing Gristle si fecero notare per le loro performance live, che spesso ebbero un carattere sperimentale e piuttosto diverso dai loro precedenti lavori in studio. Fu pubblicato un gran numero di registrazioni dal vivo, le cui sonorità sono estremamente variabili. Nel 1981 suonarono a Los Angeles in un concerto organizzato dal promoter e produttore discografico Michael Sheppard.
Nel 2002 è stato pubblicato un box di 25 CD, TG24, che documenta molte delle loro esibizioni. Nel 2004 è uscito un ulteriore cofanetto, TG+, che raccoglie i loro ultimi dieci spettacoli. Questi cofanetti raccolgono registrazioni che in origine erano state pubblicate solo su musicassette e vinili singoli, ufficiali e non. Dopo che erano state a lungo indisponibili, queste ristampe hanno rinnovato l'interesse del pubblico e della critica per il lavoro del gruppo.
Il gruppo è stato ingaggiato per esibirsi nel maggio 2004 al RE~TG festival, ma la manifestazione fu cancellata a causa dell'eccessivo aumento dei costi e di problemi organizzativi. Decisero però di esibirsi ugualmente, lo stesso giorno in cui avrebbero dovuto partecipare al festival, all'Astoria di Londra. Lo spettacolo è stato filmato e dovrebbe fare parte del materiale proposto nel cofanetto di DVD TVG. Si è trattato della prima esibizione dal vivo dei Throbbing Gristle dopo quasi 23 anni.
Il riformato gruppo (con tutti e quattro i membri originali) si è poi esibito in un concerto in Italia nel 2005 e due alla Volksbühne di Berlino il 31 dicembre 2005 e il 1º gennaio 2006. Il primo dei due spettacoli è stato un concerto vero e proprio, mentre il secondo è stato un'improvvisata colonna sonora dal vivo per la proiezione del film di Derek Jarman In the Shadow of the Sun. Il 29 dicembre 2005 all'Istituto KW per l'arte contemporanea di Berlino era stata inaugurata una mostra intitolata Industrial Annual Report: si è trattato di un'ampia retrospettiva di opere grafiche e documenti storici creati dai Throbbing Gristle, curata da Markus Müller in collaborazione con Cosey Fanni Tutti.

## Stile musicale
Discendenti della new wave, i Throbbing Gristle hanno gettato le basi della musica industriale di cui sono gli indiscussi inventori. Pur avendo gettato un ponte fra pop e sperimentazione e anche non disdegnando un'attitudine rock, la loro è una musica fortemente sperimentale e rumorista, accompagnata da suoni preregistrati e distorti sui quali il cantante P. Orridge urla. Si ispirano a varie espressioni artistiche quali l'arte multimediale, la body art e  quella del movimento Fluxus mentre qualcuno riconduce il loro stile collagistico a scrittori quali William S. Burroughs e Brion Gysin. Secondo alcuni, il suono cupo e dissacrante del gruppo "rievocherebbe un universo distopico" e la "paranoia del mondo contemporaneo". La formazione britannica ha anche dichiarato che gli album prodotti dalla loro etichetta personale Industrial Records sarebbero dedicati a una musica che è stata definita una "colonna sonora per coprire l'olocausto".

## Discografia parziale
La discografia dei Throbbing Gristle è estremamente ampia e difficile da riassumere, dati il gran numero di dischi e pubblicazioni dal vivo, ufficiali e non, che ne hanno caratterizzato la carriera.

### Pubblicazioni ufficiali

#### Album in studio
- 1977 - The Second Annual Report
- 1978 - D.o.A: The Third and Final Report
- 1979 - 20 Jazz Funk Greats
- 1980 - Greatest Hits
- 1981 - In the Shadow of the Sun
- 1982 - Journey Through a Body
- 1979 - CD1
- 2001 - The First Annual Report
- 2004 - TG Now
- 2004 - The Taste of TG
- 2004 - Mutant Throbbing Gristle
- 2007 - Part Two
- 2009 - The Third Mind Movements

#### Singoli
- 1978 - United/Zyklon B Zombie
- 1979 - We Hate You (Little Girls)/Five Knuckle Shuffle
- 1980 - Subhuman/Something Came Over Me
- 1980 - Adrenalin/Distant Dreams (Part Two)
- 1981 - Discipline

#### Musicassette da studio
- 1976 - Best Of.... Volume I
- 1977 - Best Of.... Volume II
- 1979 - Pastimes/Industrial Muzak

#### Live

##### Audio
- 1980 - Heathen Earth
- 1981 - Mission of Dead Souls
- Throbbing Gristle Live, Volume 1: 1976-1978
- Throbbing Gristle Live, Volume 2: 1977-1978
- Throbbing Gristle Live, Volume 3: 1978-1979
- Throbbing Gristle Live, Volume 4: 1979-1980
- TG24 1 Hour Sample
- TG24, include le pubblicazioni del passato:
- At the ICA (IRC2)
- At the Air Gallery/Winchester (IRC3)
- At the Nag's Head, High Wycombe (IRC4)
- At the Brighton Polytechnic (IRC5)
- At Nuffield Theatre, Southampton (IRC6)
- At the Rat Club (IRC7)
- At the Highbury Roundhouse (IRC8)
- At the Art School Winchester (IRC9)
- At the Rat Club (IRC10)
- At the Brighton Polytechnic (IRC11)
- At The Architectural Association (ICR12)
- At Goldsmith's College (IRC13)
- At The Industrial Training College (IRC14)
- At the London Film-Makers' Co-op (IRC15)
- At the Crypt Club (IRC16)
- At Centro Iberico (IRC17)
- At Ajanta Cinema (IRC18)
- At Now Society (IRC19)
- At the Factory (IRC20)
- At Guild Hall (IRC21)
- At the Y.M.C.A. (IRC22)
- At Butlers Wharf (IRC24)
- At Leeds Fan Club (IRC25)
- At Scala Cinema (IRC26)
- At Goldsmiths College (IRC29)
- TG+, include le pubblicazioni del passato:
- At Oundle Public School (IRC30)
- At Sheffield University (IRC33)
- Live December 2004 A Souvenir Of Camber Sands
- (untitled 3" CD)
- 2007 - The Desertshore Installation

##### Video
- 1980 - Live at Oundle School (Oundle School, Peterborough, Inghilterra 16 marzo 1980 (Live At Oundle School) (VHS)
- 1981 - Mission of Dead Souls (Kezar Pavilion, San Francisco, 29 maggio 1981) (VHS)
- 1981 - Destiny (Lyceum, Londra, 8 febbraio 1981) (VHS)
- Heathen Earth (VHS)
- TVG

#### Cofanetti
- TG24
- TG+
- Five Albums
- Music from the Death Factory (TGCD1, TGCD2, TGCD3)
- Music from the Death Factory (TGCD4, TGCD5, TGCD6)
- TG Box 1
- The Desertshore Installation
- TVG

### Pubblicazioni non ufficiali

#### Live

##### Audio
- Fuhrer Der Menscheit, noto anche come 'S.O. 36 Berlin (10")
- Funeral In Berlin (12")
- The Kill: Live At Scala Cinema (12")
- Assume Power Focus (12", CD)
- Thee Psychick Sacrifice (2X12")
- Rafters/Psychic Rally (12", CD)
- Editions... Frankfurt... Berlin (12")
- Mission Is Terminated-Nice Tracks (2X12")
- Once Upon A Time (12", CD)
- Special Treatment (12")
- Sacrifice (12")
- Live At Death Factory
- Funk Beyond Jazz
- At The Highbury Roundhouse, London
- Live At Roundhouse
- Grief
- Blood Pressure (CD) 1995
- Dimensia In Excelsis

##### Video
- Guildhall, Northampton, Inghilterra 26 maggio 1979
- Goldsmith College, Londra, 13 marzo 1980
- Sheffield University, Sheffield, 10 giugno 1980
- Kunsthofschule, Francoforte sul Meno, 10 novembre 1980
- Rafters, Manchester, 4 dicembre 1980
- Heaven, Londra, 23 dicembre 1980

##### Album studio
- Nothing Short Of Total War
- Giftgas